# Společná cihelna ve Svobodných Dvorech
Společná cihelna ve Svobodných Dvorech byla nejznámější a nejdéle fungující cihelnou ve Svobodných Dvorech, protože její provoz fungoval v letech 1874–1977.

## Historie
Svobodné Dvory byly odedávna známou cihlářskou obcí. První cihelna zde byla již na konci 15. století. Cihelny tehdy patřily dílem městu a dílem soukromníkům. Roku 1895 zde bylo 5 kruhových cihelen, v nichž bylo zaměstnáno přes 300 lidí. Jejich celková výroba tehdy činila kolem 8 milionů cihel a 1,5 milionů tašek.
Společná cihelna byla založena roku 1874 a patřila pánům Čerychovi a Smetanovi (čp. 57). K jejímu zapsání do obchodního rejstříku došlo v následujícím roce. Později se stal jejím jediným majitelem místní statkář a zvěrolékař Dr. Otakar Smetana. V roce 1891 vystavovala cihelna svoje výrobky na pražské Zemské jubilejní výstavě. V roce 1914 byli společníky firmy: Boh. Čerych, továrník z Černožic; Fr. a Jos. Čerychové, továrníci z Mitrovic; Oldřich a Otokar Čerychové, továrníci z Josefova, Hedvika Štolbová z Pardubic a Olga Hlavová z Prahy.
Poprvé byla cihelna výrazněji poškozena v době 1. světové války, kdy její dělníci museli na frontu. Druhým neštěstím se stal požár 4. dubna 1925, který zachvátil celou cihelnu a nabyl takového rozsahu, že byl vidět z celého širého okolí. Sjelo se k němu 9 stříkaček z místa i okolních obcí, ale zachránit se podařilo jen část cihelny s tzv. komorami a komínem. Strojovna s novými stroji a kůlny však lehly popelem. Milionová škoda byla naštěstí zčásti kryta pojistkou, a tak byla znovu postavena a zařízena ještě novějšími a dokonalejšími stroji na výrobu cihel. Na paměť tohoto významného neštěstí vytvořil malíř Adolf Doležal dřevoryt Požár cihelny ve Dvorech Svobodných.
I po tomto neštěstí si cihelna vedla dobře a na nedostatek práce si nemohla stěžovat, i když i ji postihla světová hospodářská krize. V roce 1933 se uvádělo, že za rok v průměru vyrobila na 1 milion cihel, čímž se jí výrobou mohla rovnat z pěti ostatních cihelen jen Komárkova, jejíž produkce byla obdobná.
Sama cihelna byla též známá jako archeologické naleziště. V letech 1919 a 1923 v ní byly nalezeny jámy se střepy a roku 1908 dva hroby skrčků z doby předúnětické.
24. března 1936 zemřel její dosavadní majitel Otakar Smetana, ale cihelna funguje i v období německé okupace. Po ukončení 2. světové války byla uvedena do provozu 3. září 1945. Po únoru 1948 byla znárodněna a stala se součástí Polabských cihelen. Tento závod plnil plán výroby a často ho překračoval, a tak sem 5. ledna 1960 zavítal ministr stavebnictví Oldřich Beran.
Cihelna před svým uzavřením vyráběla 5 až 6 milionů cihel ročně a počet zaměstnaných dělníků se pohyboval kolem 40. Její provoz byl ukončen 1. srpna 1977 na základě dočerpání zásob cihlářské hlíny.
20. října 1994 byl zbourán 42 m vysoký komín cihelny, a to v rámci demolice celého objektu, neboť zde byla později vybudována hala na výrobu montovaných rodinných domů společnosti KEWO.